# Мэра (дочь Прета)
Мэра (Майра, др.-греч. Μαῖρα) — персонаж древнегреческой мифологии. По одной родословной, дочь Прета (внука Сисифа). Согласно поэме «Возвращения», умерла девушкой. По другой версии, дочь аргосского царя Прета, охотившаяся вместе с Артемидой, застрелившей её, потому что Мэра родила от Зевса сына Локра и не сохранила девственность.
Одиссей встречает её в Аиде. Изображена в Аиде на скале на картине Полигнота в Дельфах.